# Bergischer Handball-Club 06
Bergischer Handball-Club 06 e. V. ou simplesmente Bergischer HC é uma equipe de handebol de Wuppertal, Alemanha. Atualmente disputa o Campeonato Alemão de Handebol. 

## Elenco 2013/2014
Lista atualizada em 2013. 
| Nr. | Nome                     | Nacionalidade |
| --- | ------------------------ | ------------- |
| 1   | Björgvin Páll Gústavsson | Islândia      |
| 12  | Mario Huhnstock          | Alemanha      |
| 21  | David Ferne              | Alemanha      |
| 4   | Christian Hoße           | Alemanha      |
| 5   | Maximilian Hermann       | Áustria       |
| 7   | Stanko Sabljić           | Croácia       |
| 8   | Michael Hegemann         | Alemanha      |
| 11  | Arnór Þór Gunnarsson     | Islândia      |
| 13  | Kristian Nippes          | Alemanha      |
| 15  | Alexander Oelze          | Alemanha      |
| 17  | Jan Artmann              | Alemanha      |
| 18  | Richard Wöss             | Áustria       |
| 19  | Maximilian Weiß          | Alemanha      |
| 22  | Fabian Gutbrod           | Alemanha      |
| 23  | Viktor Szilágyi          | Áustria       |
| 24  | Max Adams                | Alemanha      |
| 28  | Moritz Barwitzki         | Alemanha      |
| 29  | Emil Berggren            | Suécia        |
| 31  | Benjamin Meschke         | Alemanha      |